# 日本センチュリー交響楽団
公益財団法人日本センチュリー交響楽団（にほんセンチュリーこうきょうがくだん、英: Japan Century Symphony Orchestra）は、大阪府豊中市（服部緑地公園内）に本拠を置くプロのオーケストラ。日本オーケストラ連盟正会員。1990年に大阪府運営のプロ吹奏楽団（当時、都道府県運営の唯一の吹奏楽団）の大阪府音楽団を発展的に解消する形で、大阪センチュリー交響楽団として設立された。2011年4月1日に現在の名称となった。

## 沿革

### 大阪府音楽団
大阪府は、1952年10月から吹奏楽団として、大阪府音楽団を運営していた。大阪センチュリー交響楽団の設立に伴い、大阪府音楽団は、発展的に解消している。

### 大阪センチュリー交響楽団の設立
1989年に大阪府が20億円を出資して設立された大阪府所管の財団法人大阪府文化振興財団が運営する形で大阪センチュリー交響楽団が創設され、1990年3月にデビューコンサートを開催した。2管、55人規模の編成である。発足時は、常任指揮者にウリエル・セガル、指揮者に岡田司・小田野宏之・梅田俊明が配された。その後、常任指揮者にセガル、首席客演指揮者に小泉和裕（のちに佐渡裕も加わる）となる。1997年から常任指揮者高関健体制になった。2003年からは組織の改編があり、首席指揮者に小泉、専任指揮者に金聖響が就任した（金の任期は2006年3月で終了）。2008年4月から小泉は音楽監督になり、沼尻竜典が首席客演指揮者に就任した。セガルは名誉指揮者となっている。小泉が首席指揮者に就任以降、3回の定期演奏会は「二都物語」と銘打って、各地のオーケストラと共演した。主にザ・シンフォニーホールで定期演奏会を開催している。

### センチュリー・オーケストラハウス
1991年7月、大阪府文化振興財団は大阪府豊中市の服部緑地内に、総工費16億円をかけて練習場（センチュリー・オーケストラハウス）と服部緑地野外音楽堂を整備した。音楽堂は1500平方mで2700人を収容でき、練習場は地下1-2階の2000平方mの規模。合同練習室や音楽関係の書籍の閲覧ができる情報サロンも併設された。

### 10周年記念の格安コンサート
設立10周年を記念して、5年間かけて大阪府下全市町村各1回の格安コンサートを開催する企画したところ、在阪民間オーケストラ4団体から「民業の圧迫に当たる」と抗議を受けた。問題の打開策として、2000年4月以降の実施方法を一部見直しが盛り込まれ、双方の合意が成立した。

### 中国公演
日中平和友好条約締結25周年を記念して、北京で2回、上海で2回の訪中コンサートが企画され、73名の奏者が参加する予定であったが、SARSの流行に伴い延期され、2003年11月に実現した。

### 統合問題
大阪には4つのプロオーケストラ（在阪オーケストラ）が存在し、それぞれ経営的な問題を抱えていた。関西経済連合会の秋山喜久会長は2006年4月の定例記者会見で、この状況を念頭に、他のオーケストラとの統合を求めることを表明した。これに対して、主要紙が「在阪4オケ統合」を取り上げたが、2007年7月に各楽団の理事長による会合の結果、当面統合はしない方向となった。

### 日本センチュリー交響楽団への改名・改組

#### 補助金カット
大阪センチュリー交響楽団の予算は、2005年度では7億円程度であり、うち大半の約4億5000万円を大阪府の文化振興基金からの補助金で賄っていた。2008年に当時の橋下徹大阪府知事が、運営補助金の大幅縮減案を発表した。大阪センチュリー交響楽団が大阪府民に根付いているかどうかを疑問視する意見もあり、2008年には橋下知事が「府民に根付いたオーケストラ」にすることを条件に2009年度以降の存続を認める方針となったが、2010年度実績では1.1億円まで補助金が削減され、2011年度からは完全に補助金が打ち切られることが決まり、オーケストラの存続が危ぶまれた。
これらの処置に音楽関係者や演奏家の反対運動も起き、10万人を超える署名が集まった。大阪市職員労働組合でも、2008年4月9日に「大阪センチュリー交響楽団を応援する会」が結成された。大阪センチュリー交響楽団は年間34回（2008年実績）の無償コンサートを実施しており、公共性があるとする評価もあった。府の改革プロジェクトチームによる財政再建試案（PT案）での補助金削減に反対する24団体が知事に要望書を送ったが、予定通り補助金の支給は終了した。

#### 名称変更
2010年に、大阪府文化振興財団は2011年4月から楽団名を「日本センチュリー交響楽団」へ変更し、財団を「公益財団法人日本センチュリー交響楽団」に改組することを決定し、所定の手続きを行った。改組により大阪府から独立し、府外での積極的な活動が可能となった。

### 民間支援
補助金廃止によって自活することを求められた楽団は、民営化に向けたスポンサー探しを行った。これに対して、2012年4月23日に韓国系金融機関の近畿産業信用組合が2012年度から年間2億円程度の金銭的支援を行うと発表した。しかしその後、組合内で支援額を巡って意見の相違が発生し、資金支援を見送ってチケット購入や団体員による個人的な寄付の呼びかけに切り替えたことが2013年2月6日に報道された。

### 新型コロナウイルスによる影響
新型コロナウイルス感染拡大と2020年4月7日からの緊急事態宣言の影響により、3月～5月までの演奏会は全て中止となった。また、協賛企業の経済的打撃を理由にしたスポンサー撤退が重なり、収益は例年の３割程度に落ち込み、減収は２億円を超えた。2020年10月20日より楽団の存続をかけてクラウドファンディングサイトで1000万円の寄付の募集を開始し、12月14日に目標金額を達成した。 

## 演奏会
- 定期演奏会
  - ザ・シンフォニーホール（年8プログラム、公演回数16回）
- いずみ定期
  - いずみホール（年4回）
- センチュリー豊中名曲シリーズ
  - 豊中市立文化芸術センター（年4回）
- びわ湖定期公演
  - びわ湖ホール（年1回）
- その他、東京特別演奏会、京都特別演奏会、その他地方公演など。